# Манон Массерс
Манон Массерс (нід. Manon Masseurs, 29 квітня 1974) — нідерландська плавчиня.
Учасниця Олімпійських Ігор 1996 року.
Призерка Чемпіонату світу з водних видів спорту 1991 року.